# D&R Denkriesen
Die D&R Denkriesen GmbH (Eigenschreibweise D&R DENKRIESEN) ist ein deutscher Spieleverlag mit Sitz in Quickborn, Schleswig-Holstein. Das Unternehmen wurde im Jahr 2012 von Denis Görz und Ricardo Barreto gegründet.

## Unternehmensgeschichte
Die erste Veröffentlichung war das Trinkspiel Klattschen, das sich schnell bundesweit großer Beliebtheit erfreute. In den folgenden Jahren entwickelte sich Denkriesen zu dem größten Spieleverlag in Norddeutschland. Das Sortiment wurde stetig erweitert und umfasst inzwischen zahlreiche Gesellschafts- und Kartenspiele, darunter die Spielereihe Stadt Land Vollpfosten, eine Erweiterung des klassischen Spielprinzips von Stadt, Land, Fluss, das Kartenspiel Arschmallows sowie das Partyspiel 30 Seconds.
Im Jahr 2024 gelang D&R Denkriesen der Sprung auf den internationalen Markt, unter anderem durch die Zusammenarbeit mit Hasbro, um Arschmallows für den US-amerikanischen Markt zu adaptieren.
Das Unternehmen beschäftigt über 65 Mitarbeitende und verfolgt die Zielsetzung, durch analoge Spiele soziale Interaktion und gemeinschaftliche Erlebnisse zu fördern. Neben den Unternehmensgründern Denis Görz und Ricardo Barreto sind weitere Autorinnen und Autoren an der Entwicklung des Verlagsprogramms beteiligt. Dazu zählen unter anderem Jürgen Heel, Klaus-Jürgen Wrede, Ralf zur Linde, Calie Esterhuyse, Leonie Jockusch, Maze, Jonas Hufer, Dorothee Hufer sowie Urtis Šulinskas.
Seit 2024 ist die Abenteuerserie „KIBU JUMPER“ (Eigenschreibweise) auf dem Markt, die aus Büchern, Spielen, Puzzle und Hörspielen für sieben- bis vierzehnjährige Kinder besteht. Ergänzt wird das Angebot durch die geplante Erlebnisausstellung KIBU Jumper Adventure World, die 2025 in der Hamburger HafenCity im Westfield Center eröffnet werden soll.

## Auszeichnungen und Nominierungen

Denis Görz und Ricardo Barreto, Hamburger Gründerpreis 2023

Denkriesen hat für einige seiner veröffentlichten Spiele mehrere Preise und Nominierungen erhalten. Zu den Auszeichnungen für das Unternehmen zählen unter anderem:
| Jahr | Auszeichnung             | Kategorie             | Produkt                           |
| ---- | ------------------------ | --------------------- | --------------------------------- |
| 2022 | Spiel gut!               | Gesellschaftsspiele   | Partyfieber – Dimmbatz            |
| 2022 | Spiel gut!               | Gesellschaftsspiele   | SLV Kartenspiel Junior Edition    |
| 2024 | Spiel gut!               | Gesellschaftsspiele   | SLV Block Junior                  |
| 2023 | Deutscher Spielzeugpreis | Für die ganze Familie | SLV Brettspiel                    |
| 2023 | Deutscher Spielzeugpreis | Für die ganze Familie | SLV Brettspiel Junior Erweiterung |
| 2023 | Hamburger Gründerpreis   | Aufsteiger            | D&R Denkriesen GmbH               |
| 2024 | German Design Award      |                       | Humbug                            |

| Jahr | Nominierung              | Kategorie                   | Produkt                                 |
| ---- | ------------------------ | --------------------------- | --------------------------------------- |
| 2023 | Deutscher Spielzeugpreis | Für Künstler und Baumeister | Ranklotzen                              |
| 2023 | ToyAward                 | Teenager & Adult            | Humbug                                  |
| 2023 | TOP 10 Spielzeug         |                             | Humbug                                  |
| 2024 | Deutscher Spielzeugpreis | Für die ganze Familie       | Zungenbrecher                           |
| 2024 | Deutscher Spielzeugpreis | Für die ganze Familie       | Safe! Kids Edition                      |
| 2024 | TOP 10 Spielzeug         |                             | SLV Levels Junior                       |
| 2025 | Deutscher Spielzeugpreis | Für die ganze Familie       | Filmriss                                |
| 2025 | Deutscher Spielzeugpreis | Für die ganze Familie       | Quizduell Olymp                         |
| 2025 | Deutscher Spielzeugpreis | Für meine Freunde und mich  | Komm zum Punkt                          |
| 2025 | Deutscher Spielzeugpreis | Für meine Freunde und mich  | Voll verschätzt - Junior                |
| 2025 | TOP 10 Spielzeug         |                             | Arschmallows XXL                        |
| 2025 | TOP 10 Spielzeug         |                             | Stadt Land Vollpfosten Extrem - Classic |

## Soziales Engagement
Im Rahmen der Initiative #spielendgutestun engagiert sich Denkriesen gesellschaftlich. Seit dem Unternehmenswachstum verfolgt die Firma das Ziel, soziale Verantwortung mit unternehmerischem Handeln zu verbinden. Hierzu zählt unter anderem die freiwillige Abgabe von mindestens zwei Prozent des Jahresgewinns an gemeinnützige Einrichtungen sowie an bedürftige Personen und Organisationen.